# Loszaíl
Loszaíl (arabul: لوسيل) tengerparti város Katarban, 23 kilométerre található Dohától. Mikor teljesen felépül a város, 450 ezer embert lesz képes ellátni. Ebből a 450 ezerből 250 ezer vagy kevesebb lakos, 190 ezer irodai munkás és 60 ezer kiskereskedelemben dolgozó személy lesz.
A város építését a Qatari Diar folytatja, a Parsons Corporation és a Dorsch-Gruppe közreműködésével. A 2022-es labdarúgó-világbajnokság egyik helyszíne lesz az itt található Loszaíli Nemzeti Stadion, illetve otthont ad a Formula–1 katari nagydíjnak.

## Kerületek
| #        | Kerület neve                                                 | Terület (ha) | Népesség | Tervezett lakosszám |
| -------- | ------------------------------------------------------------ | ------------ | -------- | ------------------- |
| 1        | Golf District                                                | 366          | 29 000   | 22 000              |
| 2        | North Residential District / Waterfront Residential District | 126 / 52     | 7 100    | 5 400               |
| 3        | Al Kharayej Towers                                           | 29           | 11 000   | 10 500              |
| 4        | Stadium District                                             | 100          | 86 250   | 0                   |
| 5        | Waterfront Residential District                              | 53           | 19 000   | 17 000              |
| 6        | Energy City 1                                                | 72           | 25 000   | 0                   |
| 7        | Waterfront Commercial District                               | 54           | 29 700   | 9 600               |
| 8        | Fox Hills (Jabal Thuaileb)                                   | 168          | 50 000   | 38 600              |
| 9        | Al Erkyah                                                    | 26           | 12 000   | 10 600              |
| 10       | Energy City 2                                                | 46           | 20 700   | 18 000              |
| 11       | Entertainment City                                           | 98           | 32 400   | 8 400               |
| 12       | Entertainment Island                                         | 23           | 4 200    | 0                   |
| 13       | Medical and Education District                               | 164          | 0        | 0                   |
| 14       | Qatar Petroleum District                                     | 45           | 0        | 0                   |
| 15       | Marina District                                              | 188          | 103 900  | 31 000              |
| 16       | Qetaifan Islands                                             | 256          | 37 500   | 22 000              |
| 17       | Boulevard Commercial                                         | 52           | 20 900   | 5 500               |
| 18       | Lusail Towers                                                | 16           | 19 300   | 0                   |
| Összesen | Összesen                                                     | 1 944        | –        | –                   |

## Sport
A tervezett Loszaíli Nemzeti Stadionban, amelynek befogadóképessége több mint 80 ezer fő lesz, fogják rendezni a 2022-es labdarúgó-világbajnokság döntőjét. A stadion formáját a hagyományos  vitorlás hajó, a dhow inspirálta és a keleti parton lesz található, Dohától északra. A világbajnokság után más sport- és kulturális eseményeket fognak itt rendezni. Az építészek a MANICA Architecture és a Foster and Partners.
A Loszaíli Sportaréna a város másik fontos sporthelyszíne, ahol a 2015-ös férfi kézilabda-világbajnokságot rendezték. Az építkezés összesen 318 millió dollárba került, 15 300 főt tud befogadni, 2012-ben nyílt meg.
Nem messze a várostól található a Losail International Circuit, 2004 óta itt tartják a gyorsaságimotoros-világbajnokság katari nagydíját. 2007 óta a MotoGP nyitófordulója és az egyetlen nagydíj, amelyet éjszaka tartanak. 2021 novemberében rendezték meg itt először a Formula–1 katari nagydíját, a lemondott ausztrál nagydíj helyett. 2019 tavaszán tartották meg az első katari triatlonversenyt a városban.